# Instytut Grzegorza Piramowicza
Instytut Grzegorza Piramowicza – organizacja zajmująca się kulturą ormiańską. Instytut został założony 15 listopada 2018. Powstał z inicjatywy ormiańskiego środowiska na Dolnym Śląsku oraz naukowców i badaczy zajmujących się historią Ormian polskich.
Celem jest prowadzenie prac edukacyjnych, wydawniczych i badawczych związanych z Ormianami polskimi. Priorytetem jest podtrzymywanie i rozwój kultury ormiańskiej i języka ormiańskiego poprzez prowadzenie spotkań, warsztatów oraz konsultacji w biurze Instytutu Piramowicza. Dla IP ważne jest również promowanie i upowszechnianie wiedzy o historii i tradycji ormiańskiej, ormiańskich osiągnięciach naukowych, jak również integracja lokalnej społeczności ormiańskiej. Instytut Piramowicza współpracuje z organizacjami ormiańskimi w Polsce, w tym m.in. z Towarzystwem Ormian Polskich TOP.
Członkowie Rady Naukowej biorą udział w projektach w ramach Narodowego Programu Rozwoju Humanistyki: „Pomniki dziejowe Ormian polskich”; „Encyklopedia Ormian Polskich”. Nawiązali współpracę przy realizacji tych projektów z Ośrodkiem Badań nad Kulturą Ormiańską w Polsce.
Instytut Piramowicza wynajmuje od Gminy Wrocław od listopada 2019 lokal przy Bałuckiego 7.
Instytut Grzegorza Piramowicza działa na rzecz promowania kultury ormiańskiej oraz zachowania tożsamości narodowej Ormian w Polsce.
IP prowadzi projekty edukacyjne, takie jak: Warsztaty edukacyjne – „Ormianie na Śląsku” w ramach mikrograntu NGO lub później dotacji uzyskanej z MSWiA. Zrealizował również umowę z Gminą Wrocław na Konsultacje integracyjne w biurze Instytutu Piramowicza. Nakręcił film edukacyjny o Ormianach we Wrocławiu na zlecenie Gminy Wrocław finansowany z programu TOŻSAMOŚĆ KULTUROWA I DIALOG WARTOŚCIĄ LOKALNEJ WSPÓLNOTY WROCŁAWIAN 2021. Na przełomie 2021 i 2022 roku zrealizował dwa projekty wystawiennicze dla Narodowego Instytutu Dziedzictwa oraz Fundacji PGNiG im. Ignacego Łukasiewicza. W 2022 IP wyprodukował również teledysk muzyczny. W kwietniu 2022 współorganizował sesję armenistyczną na UWr. Instytut Piramowicza w 2022 wystawił spektakl teatralny poświęcony Ignacemu Łukasiewiczowi na zlecenie Narodowego Instytutu Dziedzictwa. W tym samym roku prowadził też warsztaty ormiańsko-teatralne, malarskie, edukacyjne, wystawy oraz koncerty muzyki ormiańskiej. Na przełomie 2022 i 2023 roku Instytut Piramowicza we współpracy z Towarzystwem Ormian Polskich wydał grę planszową pt. Ormiańscy Bracia. W 2023 została przygotowana wersja gry do ściągnięcia z Internetu. W tym samym roku Instytut zrealizował projekt z programu OFF Polska, którego zwieńczeniem był kolejny spektakl teatralny pt. „Duch. Król-Avatar, czyli Słowacki w Metaversum”.

## Zarząd & Rada Naukowa
Prezesem IP jest dr Andrzej Gliński, wiceprezesem: dr Nune Srapyan.
Skład Rady Naukowej Instytutu Piramowicza:
- ks. prof. dr hab. Józef Naumowicz – historyk literatury wczesnochrześcijańskiej, patrolog, bizantynolog, kierownik Katedry Historii Starożytnej w Uniwersytecie Kardynała Stefana Wyszyńskiego w Warszawie, wiceprzewodniczący Komisji Bizantynologicznej PAN, redaktor naczelny serii „Studia Antiquitatis Christianae” i „Biblioteka Ojców Kościoła”, proboszcz ormiańskokatolickiej parafii centralnej pw. św. Grzegorza z Nareku w Warszawie;
- prof. dr hab. Andrzej Pisowicz – armenista i iranista, nestor krakowskiej armenistyki, członek Collegium Invisibile, redaktor „Biuletynu Ormiańskiego Towarzystwa Kulturalnego”;
- prof. dr hab. Krzysztof Stopka – historyk, kierownik Zakładu Historii Kultury i Edukacji Historycznej w Instytucie Historii UJ, dyrektor Muzeum UJ, przewodniczący Komisji Wschodnioeuropejskiej PAU, redaktor naczelny czasopisma „Lehahahyer”.
- dr n. med. Adam Domanasiewicz, specjalista chirurgii ręki, posiada także specjalizacje z chirurgii ogólnej, medycyny ratunkowej i medycyny hiperbarycznej, prezes Towarzystwa Ormian Polskich TOP
- Hraczja Bojadżjan, konsul honorowy Republiki Armenii, prezes Ormiańsko-Polskiego Komitetu Społecznego
- Marek Miławicki OP, wicedyrektor Dominikańskiego Instytutu Historycznego w Krakowie.
- Krzysztof Mojzesowicz, absolwent Akademii Wychowania Fizycznego oraz Akademii Ekonomicznej we Wrocławiu, pełniący funkcję w zarządzie Towarzystwa Ormian Polskich TOP